# Communauté de communes

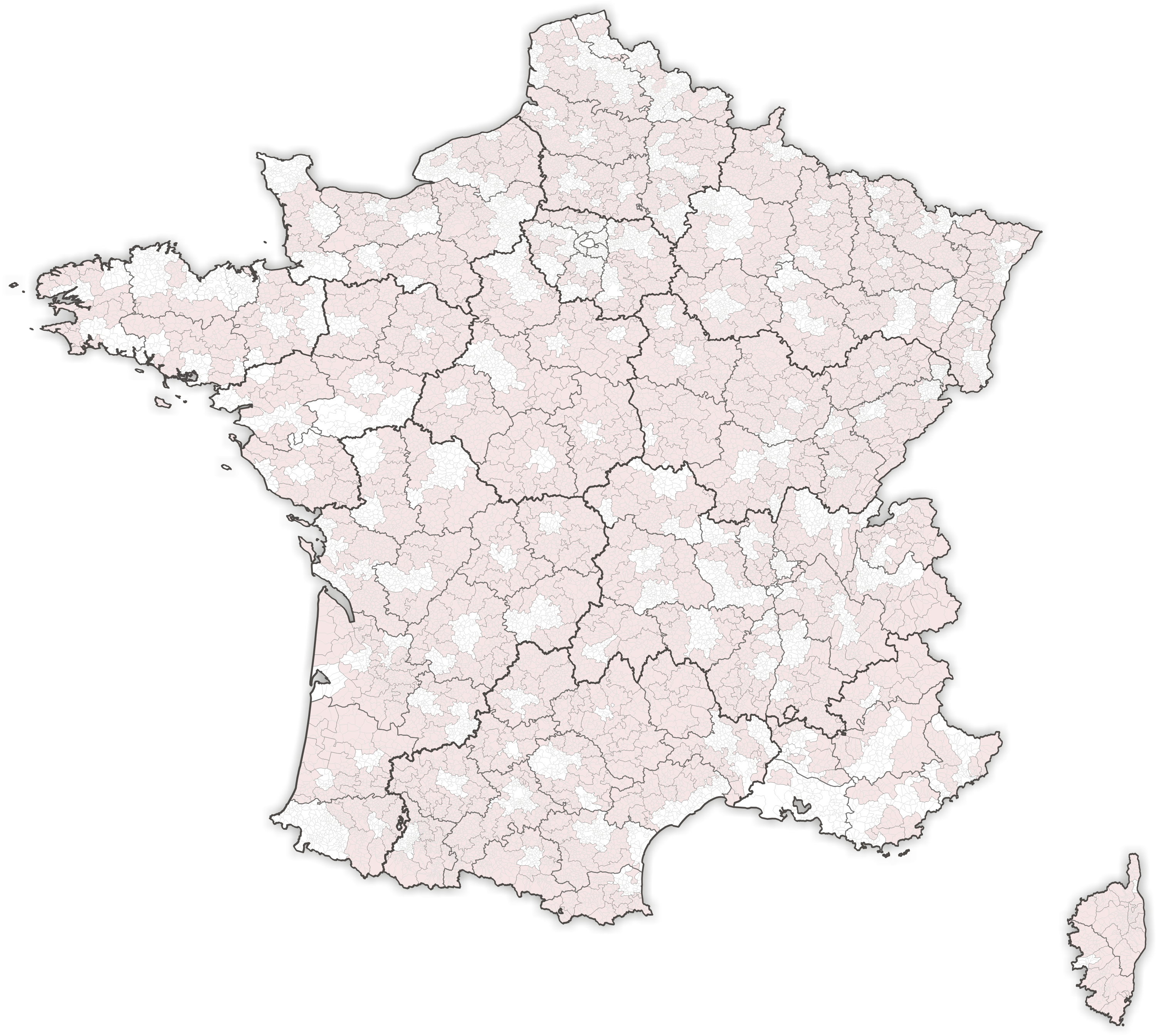
Communauté de communes in Frankreich

Communauté de communes (dt.: „Gemeinschaft von Gemeinden“) bezeichnet in Frankreich einen Verband mehrerer Gemeinden. Vergleichbar einer deutschen Verwaltungsgemeinschaft, auch Amt oder einer niedersächsischen Samtgemeinde bildet sie einen Rahmen, in dem kommunale Aufgaben gemeinsam wahrgenommen werden.
Am 1. Januar 2018 gab es in Frankreich exakt 1000 Communautés de communes. Sie lösten weitgehend die SIVOMs ab.

## Rechtsstatus
Nach den gültigen Bestimmungen des Code général des collectivités territoriales (CGCT) (dt.: „Allgemeines Gesetz über Gebietskörperschaften“) in der Fassung von 1999 ist eine Communauté de communes eine „öffentliche Institution der interkommunalen Zusammenarbeit“ (Établissement public de coopération intercommunale), die von mehreren französischen Gemeinden gebildet wird, die ein zusammenhängendes Territorium (ohne Exklaven) umfassen. Zum Zeitpunkt des Inkrafttretens dieser Bestimmung schon existierende Communautés de communes, die kein geschlossenes Territorium umfassen, können jedoch fortbestehen.
Die Bildung einer neuen Communauté de communes kann sowohl auf Initiative eines oder mehrerer Gemeinderäte von beteiligten Gemeinden als auch auf Initiative des Repräsentanten des Zentralstaates (Präfekten) in dem bzw. den Départements, in denen die betreffenden Gemeinden liegen, erfolgen. Im zweiten Falle ist die Zustimmung der Commission départementale de la coopération intercommunale des bzw. der betroffenen Départements erforderlich. Die neue Communauté de communes kann durch einen Erlass des bzw. der Präfekten geschaffen werden, wenn die Gemeinderäte von mindestens zwei Dritteln der betroffenen Gemeinden mit mindestens der Hälfte der Einwohner oder von mindestens der Hälfte der Gemeinden mit mindestens zwei Dritteln der Einwohner zugestimmt haben. Eine Communauté de communes kann auf unbefristete Zeit oder für eine begrenzte Zeit gebildet werden.

## Organe
Eine Communauté de communes wird von einem conseil communautaire geleitet, dessen Mitglieder von den Gemeinderäten gewählt werden. Die Sitzverteilung wird entweder einstimmig durch ein Abkommen zwischen den beteiligten Gemeinden festgelegt, oder es kann mit derselben Mehrheit von Gemeinderäten, die für die Schaffung der Communauté de communes erforderlich ist, eine Sitzverteilung proportional zur Bevölkerungszahl beschlossen werden. In beiden Fällen muss jede beteiligte Gemeinde mindestens einen und darf maximal die Hälfte der Mitglieder stellen.

## Kompetenzen und Finanzen
Die Communauté de communes übernimmt in jedem Fall die Kompetenzen der beteiligten Gemeinden in Fragen der Regionalplanung und der gemeindeübergreifenden Wirtschaftsentwicklung. Darüber hinaus muss sie mindestens einen der Kompetenzbereiche Umweltschutz, Wohnungsbaupolitik, Straßenbau und -unterhalt und Müllabfuhr sowie Bau und Unterhalt der Grundschulen und von Kultur- und Sporteinrichtungen übernehmen.
Die genauen übertragenen Kompetenzen werden von den Gemeinderäten der beteiligten Gemeinden mit derselben Mehrheit beschlossen, die zur Gründung der Communauté de communes erforderlich ist.
Die Communautés de communes erhalten die Einnahmen aus der Grundsteuer, Zweitwohnungsteuer und Gewerbesteuer sowie aus anderen zur Finanzierung der ihnen übertragenen Aufgaben bestimmten Steuern und Abgaben.